# راینهارد فرانز

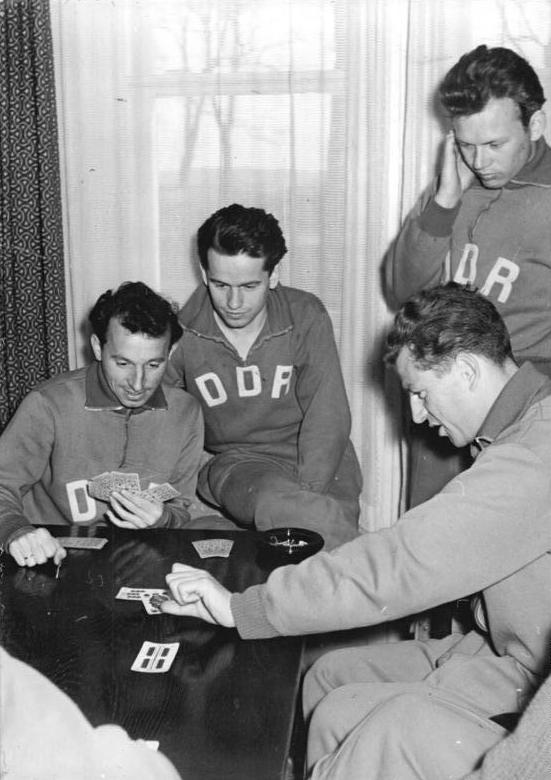
راینهارد فرانز قبل از بازی بین المللی بین آلمان و لوکزامبورگ - در 7 مارس 1957

راینهارد فرانتس (به آلمانی: Reinhard Franz) بازیکن فوتبال و مهاجم اهل آلمان شرقی بود که از سال ۱۹۵۶ میلادی عضو تیم ملی فوتبال آلمان شرقی بوده‌است. وی در ۵ بازی ملی حضور داشته و در بازی‌های ملی‌اش ۲ گل به ثمر رساند. راینهارد فرانتس آخرین بازی ملی خود را در سال ۱۹۶۰ میلادی انجام داد.